# Кулумбегашвили, Деа
Деа Кулумбегашвили (груз. დეა კულუმბეგაშვილი; род. 10 сентября 1986, Орёл, РСФСР, СССР) — грузинский кинорежиссёр и сценарист. Наибольшую известность получила благодаря фильму «Начало», вышедшему в 2020 году. Этот фильм получил сразу четыре награды Международного кинофестиваля в Сан-Себастьяне.

## Биография
Деа Кулумбегашвили родилась в российском городе Орел, затем с родителями переехала в Грузию. Детство провела в небольшом городке Лагодехи. Она изучала медиаведение в Новой школе в Нью-Йорке и режиссуру в Школе искусств Колумбийского университета. Её дебютный короткометражный фильм «Невидимые пространства» был номинирован на Золотую пальмовую ветвь за короткометражный фильм на Каннском кинофестивале 2014 года. Премьера её второго короткометражного фильма «Лета» состоялась на Каннском кинофестивале в 2016 году. Вместе с Рати Онели (режиссёром) она была соавтором сценария и сопродюсером полнометражного документального фильма «Город солнца» (2017).
Первый полнометражный фильм Деи Кулумбегашвили «Начало», премьера которого состоялась на Международном кинофестивале в Торонто в 2020 году, получил сразу несколько наград разных кинофестивалей.
В 2024 году фильм Деи Кулумбегашвили "Апрель" получил специальный приз жюри на 81-м Венецианском кинофестивале. Главные роли в этой грузинско-итальянской драме сыграли Иамзе Сухиташвили, Каха Кинцурашвили и знаменитый Мераб Нинидзе. Примечательно, что грузинские фильмы не представлялись на Венецианском кинофестивале с 1996 года. До Деи Кулумбегашвили в  главном конкурсе этого легендарногот кинофестиваля участие принимали такие выдающиеся грузинские режиссеры, как Лана Гогоберидзе, Михаил Чиаурели и Отар Иоселиани. 
Фильмография
| Год  | Фильм                  | Режиссёр  | Сценарист | Продюсер  |
| ---- | ---------------------- | --------- | --------- | --------- |
| 2014 | Невидимые пространства | зелёная ✓ | зелёная ✓ | зелёная ✓ |
| 2016 | Лета                   | зелёная ✓ | зелёная ✓ |           |
| 2017 | Город солнца           |           | зелёная ✓ | зелёная ✓ |
| 2020 | Начало                 | зелёная ✓ | зелёная ✓ | зелёная ✓ |
| 2024 | Апрель                 | зелёная ✓ | зелёная ✓ |           |